# Царський Ізвор
Ца́рський І́звор (болг. Царски извор) — село у Великотирновській області Болгарії. Входить до складу общини Стражиця.

## Населення
За даними перепису населення 2011 року у селі проживали 822 особи.
Національний склад населення села:
| Національність   | Кількість осіб | Відсоток |
| ---------------- | -------------- | -------- |
| болгари          | 412            | 51,6%    |
| турки            | 313            | 39,2%    |
| цигани           | 71             | 8,9%     |
| інша             | 0              | 0%       |
| не визначились   | 3              | 0,4%     |
| Всього відповіли | 799            |          |

Розподіл населення за віком у 2011 році:
Динаміка населення: